# Оливето Лукано
Оливѐто Лука̀но (на италиански: Oliveto Lucano) е село и община в Южна Италия, провинция Матера, регион Базиликата. Разположено е на 546 m надморска височина. Населението на общината е 479 души (към 2012 г.).